# George Saiko
George Emmanuel Saiko (Seestadtl, 5 febbraio 1892 – Rekawinkel, 23 dicembre 1962) è stato uno scrittore austriaco.

## Biografia
Originario della regione di Ústí nad Labem, nella Boemia settentrionale, si laurea nel 1927 all'Università di Vienna in Lettere e Filosofia, studiando in particolare la storia dell'arte e l'archeologia classica. Le sue pubblicazioni riguardano soprattutto la saggistica su queste materie. Dopo l'Anschluss, dal 1939 gli viene impedito di scrivere nuovi testi e lavora all'Albertina, la più grande collezione di stampe esistente al mondo. Dopo la conclusione della guerra, tra il 1945 e il 1950 dirige la collezione grafica del museo viennese, lavorando in seguito come scrittore indipendente.
Nel 1959 vince il premio letterario della città di Vienna (Preis der Stadt Wien für Literatur), mentre nel 1962 ottiene il premio nazionale per la letteratura (Großer Österreichischer Staatspreis). Pochi mesi dopo muore a Rekawinkel, nella Bassa Austria.

## Opere
- Erzählungen, 1972.
- Der Opferblock, Erzählungen, 1962.
- Giraffe unter Palmen – Geschichten vom Mittelmee, Erzählungen, 1962.
- Der Mann im Schilf, Roman, 1955.
- Auf dem Floß, Roman, 1948.

## Opere tradotte in italiano
- Sulla zattera (tit. orig. Aus dem Floss), traduzione di Lydia Magliano. Milano: Rizzoli, 1967.
- Sulla zattera (tit. orig. Aus dem Floss), traduzione di Lydia Magliano. Trento: L'editore, 1990.
- L'uomo nel canneto (tit. orig. Der Mann im Schilf), traduzione di Lorenza Rega. Casale Monferrato: Marietti, 1983.